# Jaroslav Vízner
 (novembre 2023).
La mise en forme du texte ne suit pas les recommandations de Wikipédia : il faut le « wikifier ».
Les points d'amélioration suivants sont les cas les plus fréquents. Le détail des points à revoir est peut-être précisé sur la page de discussion.
- Les titres sont pré-formatés par le logiciel. Ils ne sont ni en capitales, ni en gras.
- Le texte ne doit pas être écrit en capitales (les noms de famille non plus), ni en gras, ni en italique, ni en « petit »…
- Le gras n'est utilisé que pour surligner le titre de l'article dans l'introduction, une seule fois.
- L'italique est rarement utilisé : mots en langue étrangère, titres d'œuvres, noms de bateaux, etc.
- Les citations ne sont pas en italique mais en corps de texte normal. Elles sont entourées par des guillemets français : « et ».
- Les listes à puces sont à éviter, des paragraphes rédigés étant largement préférés. Les tableaux sont à réserver à la présentation de données structurées (résultats, etc.).
- Les appels de note de bas de page (petits chiffres en exposant, introduits par l'outil «  Source ») sont à placer entre la fin de phrase et le point final[comme ça].
- Les liens internes (vers d'autres articles de Wikipédia) sont à choisir avec parcimonie. Créez des liens vers des articles approfondissant le sujet. Les termes génériques sans rapport avec le sujet sont à éviter, ainsi que les répétitions de liens vers un même terme.
- Les liens externes sont à placer uniquement dans une section « Liens externes », à la fin de l'article. Ces liens sont à choisir avec parcimonie suivant les règles définies. Si un lien sert de source à l'article, son insertion dans le texte est à faire par les notes de bas de page.
- La présentation des références doit suivre les conventions bibliographiques. Il est recommandé d'utiliser les modèles {{Ouvrage}}, {{Chapitre}}, {{Article}}, {{Lien web}} et/ou {{Bibliographie}}. Le mode d'édition visuel peut mettre en forme automatiquement les références.
- Insérer une infobox (cadre d'informations à droite) n'est pas obligatoire pour parachever la mise en page.

Pour une aide détaillée, merci de consulter Aide:Wikification.
Si vous pensez que ces points ont été résolus, vous pouvez retirer ce bandeau et améliorer la mise en forme d'un autre article.
 (novembre 2023).
Améliorez-le ou discutez des points à vérifier. 
Pour les articles homonymes, voir Vízner.
Jaroslav Vízner (30 mai 1937 à Prague - 29 mai 2022,) était un acteur et réalisateur tchèque.
Entre 1968 et 2001, il a vécu en exil en Suisse.

## Biographie
Jaroslav Vízner, acteur et réalisateur, était le deuxième de quatre frères. Le premier Vlastimil est décédé à l'âge de 12 ans après un accident de vélo en 1945. Le deuxième frère Vladimír, directeur de la photographie et ingénieur du son, est décédé après avoir accidentellement manipulé un réchaud à gaz en 1983, et le quatrième frère est l'acteur Oldřich Vízner, qui a commencé une carrière d'acteur plus tard. Dans les années 1950, ses parents lui ont interdit d’étudier les sciences humaines. Il est diplômé en 1956 de l'École supérieure industrielle de génie mécanique dans le domaine des navires et son service militaire de base a duré 26 mois. À partir de 1958, il est assistant de production et réalisateur du film documentaire de Prague.
En 1958, il fut accepté au Semafor, puis fut transféré dans les théâtres régionaux de Uherské Hradiště, České Těšín et Kladno . En 1962, Jan Grossman l'engage dans Divadlo Na zábradlí. Il a joué son premier grand rôle au cinéma dans le film « La vie sans guitare » de Jiří Hanibal en 1962. Viennent ensuite les films "Handlíři, Obraz, Un homme complètement fini" et quatre films avec le détective Martin. Il a émigré en Suisse en novembre 1968, à la suite du Printemps de Prague. Dès le début, grâce à son diplôme de concepteur naval, il travaille à l'usine Motosacoche comme contrôleur de commande des moteurs de navires. Il rencontre ensuite le directeur des programmes de la télévision genevoise TSR, Jean-Jacques Demartin. Il est accepté pour un stage de mise en scène, où il travaille ensuite comme metteur en scène jusqu'en 2000. Il est également nommé professeur à l'École supérieure d'art dramatique de Genève à Genève. Au cours de ces années, il a également travaillé comme acteur et metteur en scène pour le théâtre en France. Il est retourné en République tchèque en 2001. Plus tard, il a joué dans plusieurs films, pour la plupart étrangers, parmi les plus célèbres sont Van Helsing ou L'Illusionniste . Il vivait à Kokořín. Sa fille Veronika Víznerová est illustratrice de livres pour enfants.

## Filmographie
Cinéma
- 2006 : L'Illusionniste
- 2004 :  Van Helsing
- 1989 : Roselyne et les Lions
- 1971 : Salamandre
- 1970 : Fou, Le
- 1970 : James ou pas
- 1968 : Il était une heure et quart et il sera une heure et demie
- 1966 : Martin et le verre rouge
- 1966 : Martin et les Neuf Fous
- 1966 : Au téléphone Martin
- 1965 : Le gars totalement fini
- 1965 : Appeler Martin
- 1964 : Anges tachetés
- 1963 : Commerçants
- 1965 : La vie sans guitare : Petr

Télévision
- 1971 : Comment les princesses dormaient sur des petits pois (téléfilm)
- 1967 : Trois rouets (téléfilm)
- 1966 : Crystal Night (téléfilm)
- 1964 : Image (téléfilm)

Documentaires, comme réalisateur
- 1988 : Tinguely 87

## Littérature
- Kdo je kdo = Who is who : personnalités tchèques contemporaines : 5000 biographies / (Michael Třeštík éditeur), Prague, Agence Who's Who, 2005, 775 p. (ISBN 80-902586-9-7)
- Article de pozitivni